# پیتزا سرا
پیتزا سرا (به لاتین: Piz Serra) یک کوه در سوئیس است که در کانتون گراوبوندن واقع شده‌است. پیتزا سرا ۳٬۰۹۵ متر بالاتر از سطح دریا واقع شده‌است.